# Opus reticulatum mixtum

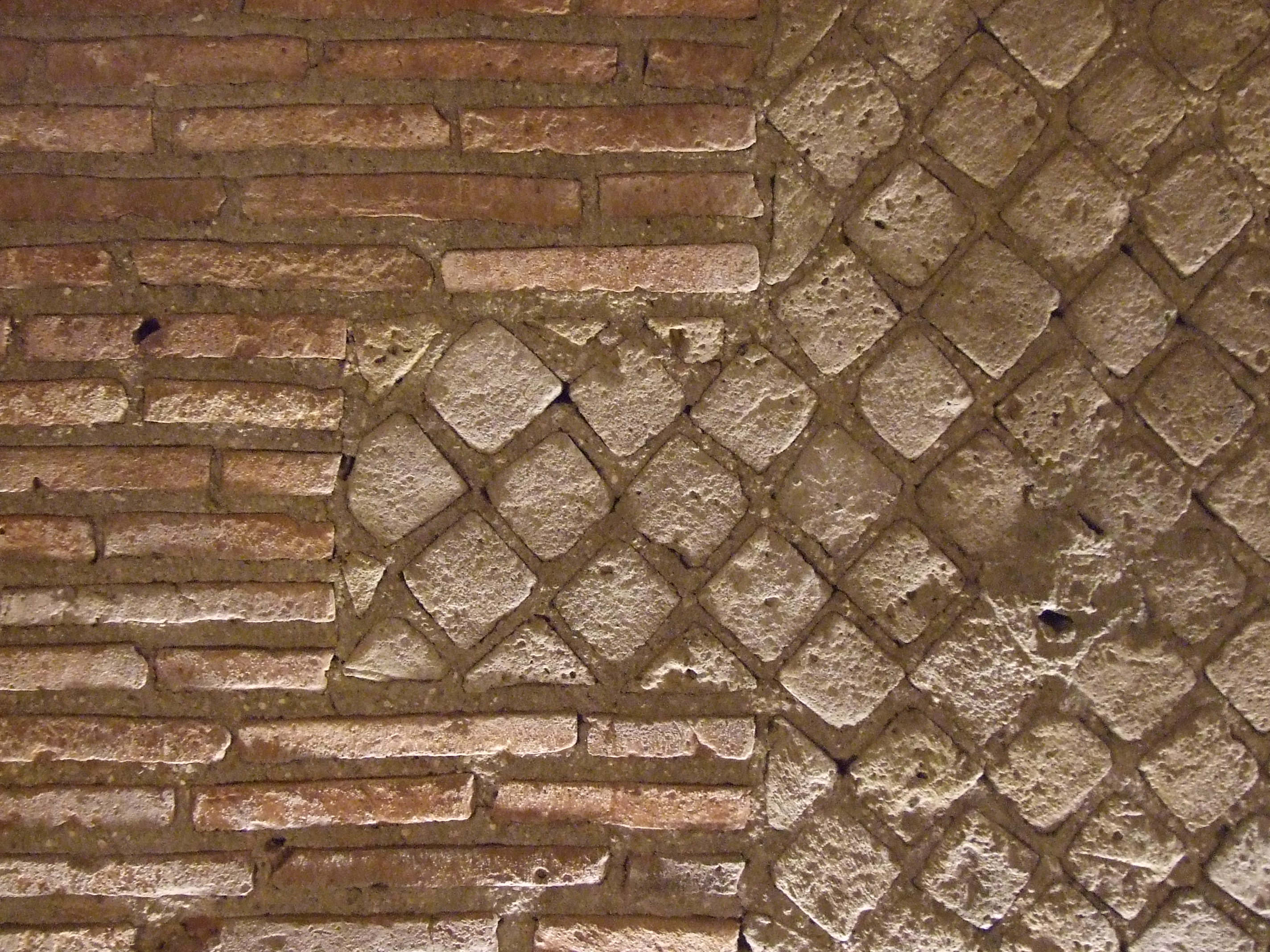
Opus reticulatum mixtum in het Romeins theater van Napels.

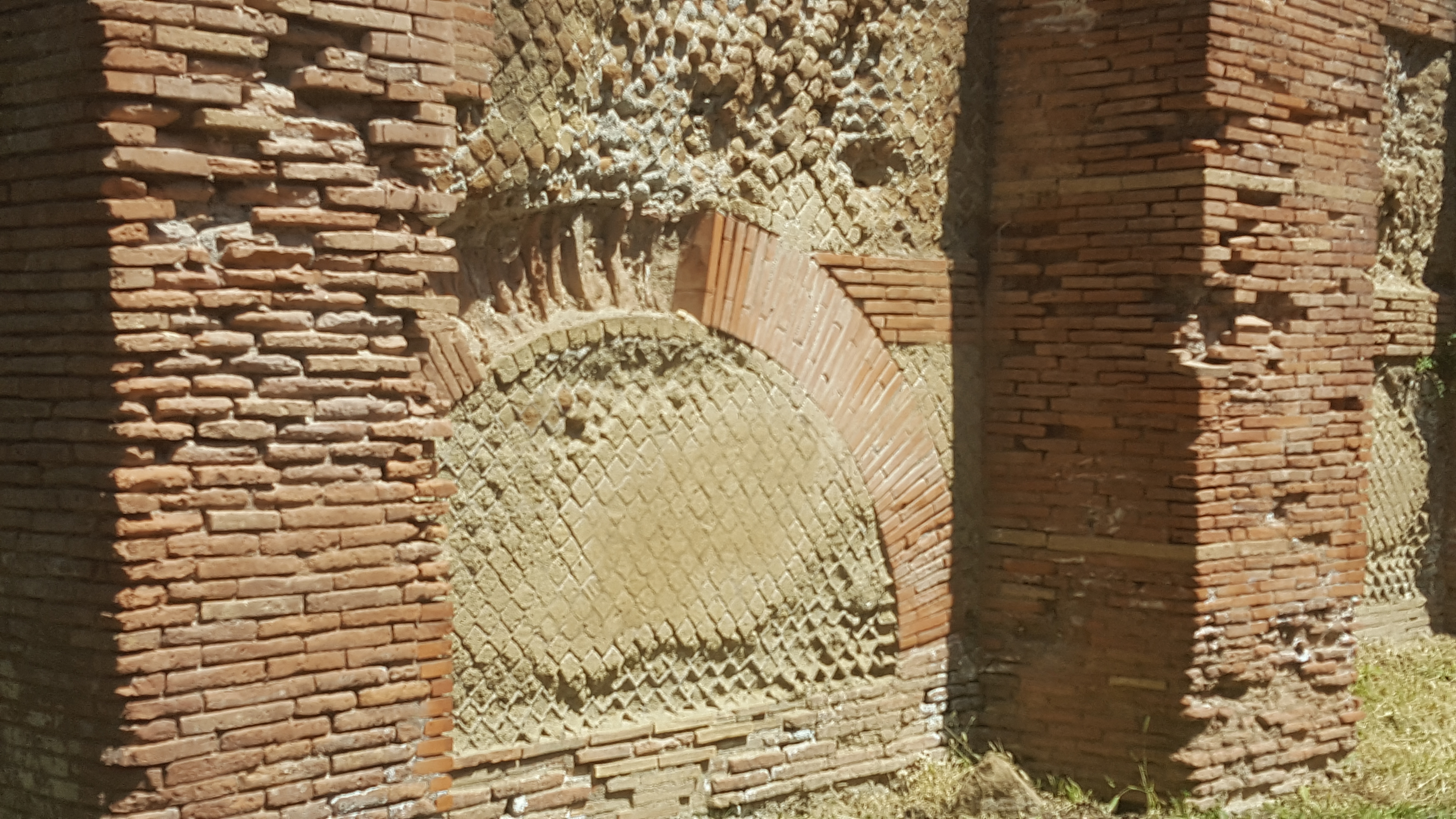
Portico van Claudius in opus reticulatum mixtum te Portus.

Opus reticulatum mixtum "netvormig gemengd werk" is een Romeinse betonbouwvorm waarbij twee constructietechnieken of werken (Latijn: opera) door elkaar werden gebruikt. Dergelijk gemengd werk werd opus mixtum genoemd en opus reticulatum mixtum was een mengvorm van lagen opus reticulatum en lagen opus latericium.

## Beschrijving
Romeins beton ofwel opus caementicium, vaak vermengd met puin of stenen, werd tussen de twee stenen muren gesmeerd, in dit geval rijen diagonaal gelegde tufstenen en  rijen met bakstenen. De beton werd niet zoals bij moderne toepassingen gestort, maar in laagjes verwerkt, gelijk opgaand met de stenen bekleding. De tufstenen blokken lijken vierkant, maar zijn in werkelijkheid piramidevormig. Ze zitten met de punt naar binnen in het beton, waarbij alleen de vierkante grondvorm zichtbaar is. De bakstenen lijken rechthoekig, maar dit zijn in werkelijkheid diagonaal gebroken vierkante bakstenen die met de punt naar binnen werden gelegd, waardoor de langste zijde van de nu driehoekige baksteen in het zicht kwam te liggen. Alleen op de hoeken werden hele bakstenen gebruikt. De stenen werden met de punt naar binnen gelegd omdat dit zorgde voor een betere binding tussen het beton en de steen, bovendien was minder (bak)steen nodig. De techniek werd vanaf de 1e eeuw v.Chr. tot het begin van de 4e eeuw gebruikt.